# Родриго (опера)
«Родриго» (итал. «Rodrigo») — опера немецкого композитора эпохи барокко Георга Фридриха Генделя. Первая опера композитора, написанная им в Италии, куда он переселился из Гамбурга. Оригинальное название оперы — «Преодоление себя — это лучшая победа» (итал. «Vincer se stesso è la maggior vittoria»). Премьера состоялась в ноябре 1707 года во Флоренции и имела успех у итальянской оперы. Основой для либретто послужил роман итальянского писателя Франческо Силвани «Битва между любовью и местью» (итал. «II duello d’Amore e di Vendetta»). Стилистика оперы содержит комбинацию немецких элементов с итальянской классикой.

## Роли
| Роль                                              | Голос               | Исполнитель на премьере (ноябрь 1707) |
| ------------------------------------------------- | ------------------- | ------------------------------------- |
| Родриго, король                                   | сопрано кастрат     | Стефано Филли                         |
| Эсилена, жена Родриго                             | сопрано             | Анна-Мария Чекки Торри                |
| Флоринда, мать ребёнка Родриго                    | сопрано             | Аврелия Марчелли                      |
| Джулиано, брат Флоринды                           | тенор               | Франческо Гвиччарди                   |
| Эванко, последний сын Витиццы, предыдущего короля | сопрано (травести)  | Катерина Аццолини                     |
| Фернандо, министр                                 | контральто кастрато | Джузеппе Перини                       |

## Сюжет
Король Родриго имеет незаконорожденного ребёнка от Флоринды, к которой относится безразлично и отказывает ей в совместной жизни. Одновременно его войска одерживают победу над Эванко, сыном предыдущего короля, который пытается захватить власть. К Эванко присоединяется брат Флоринды Джулиано и они вместе собирают новые войска, чтобы отомстить Родриго.